# Cour

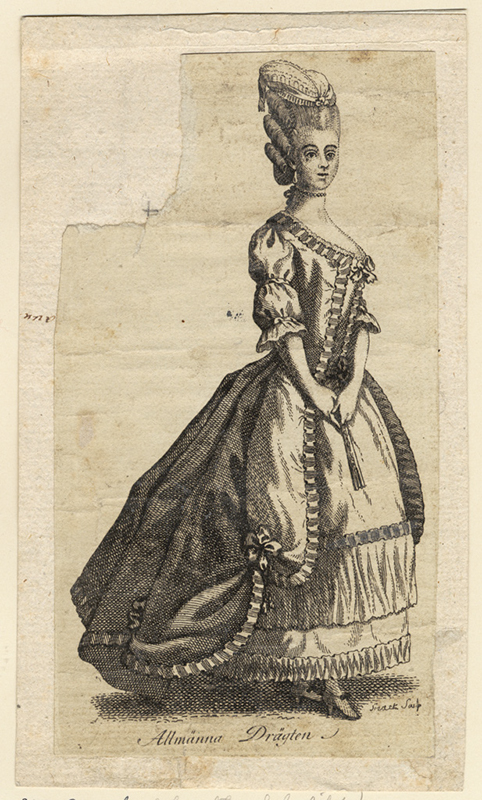
Den svenska nationella dräkten som den såg ut 1780; denna utvecklades till Hovdräkten under tidigt 1800-tal, och användes fram till 1974.

Cour, kur, hovcour eller hovpresentation, är en formell uppvaktning vid ett furstehov. Från mitten av 1700-talet betecknar kuren (eller 'couren') en återkommande högtidlig ceremoniell mottagning vid hovet för hovfolket och vissa andra personer som uppvaktade eller presenterades för medlemmar av kungahuset. Hovpresentationen hade som syfte att göra den presenterade officiellt känd för de kungliga, och gav den presenterade rätten att delta i hovets sällskapsliv. En hovpresentation för enbart kvinnor har också kallats för dameaudience. En sådan fungerade som en statusmässig klassmarkör, och en introduktion för en så kallad debutant i societetens sällskapsliv.

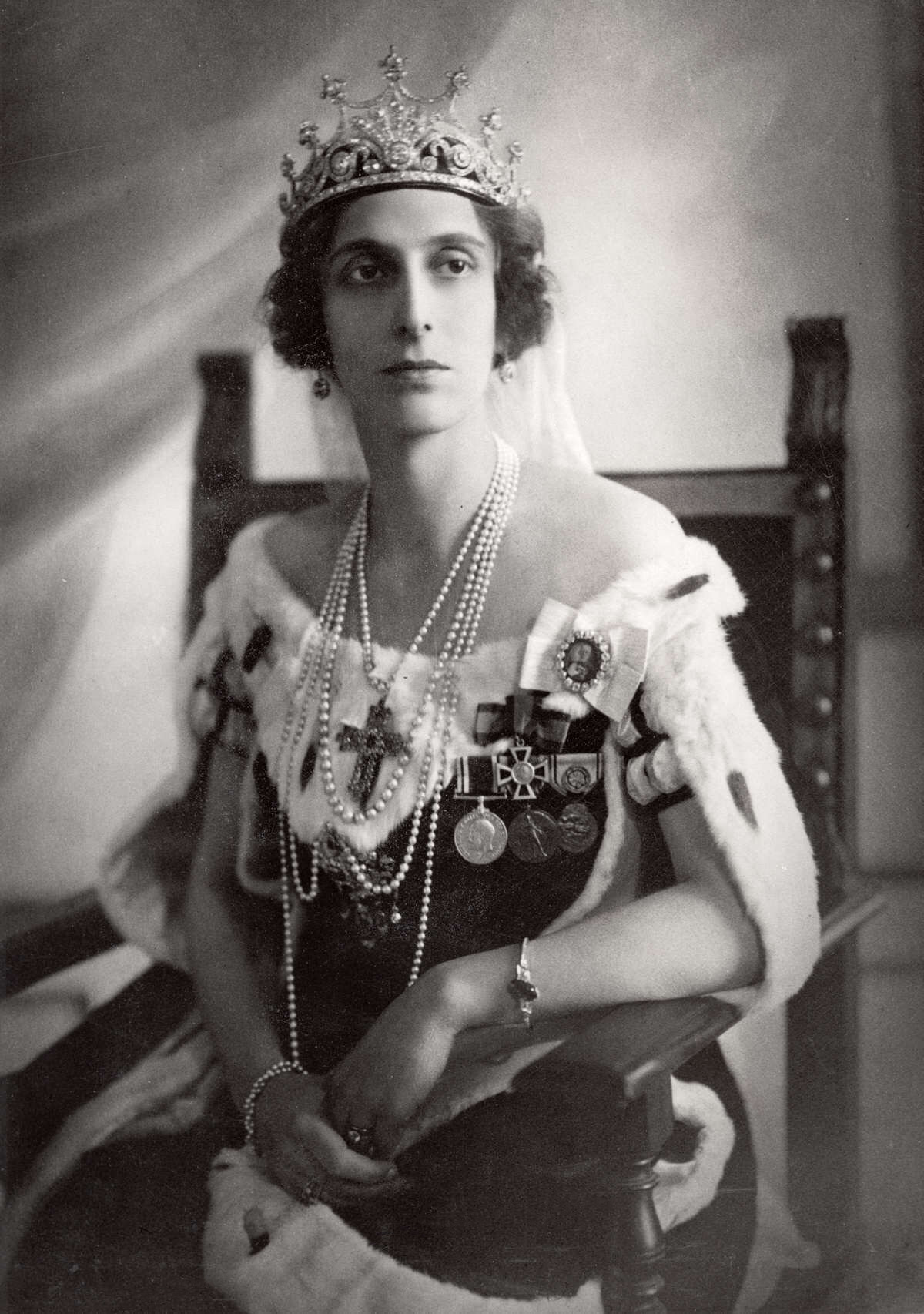
Drottning Louise klädd i hovdräkten.

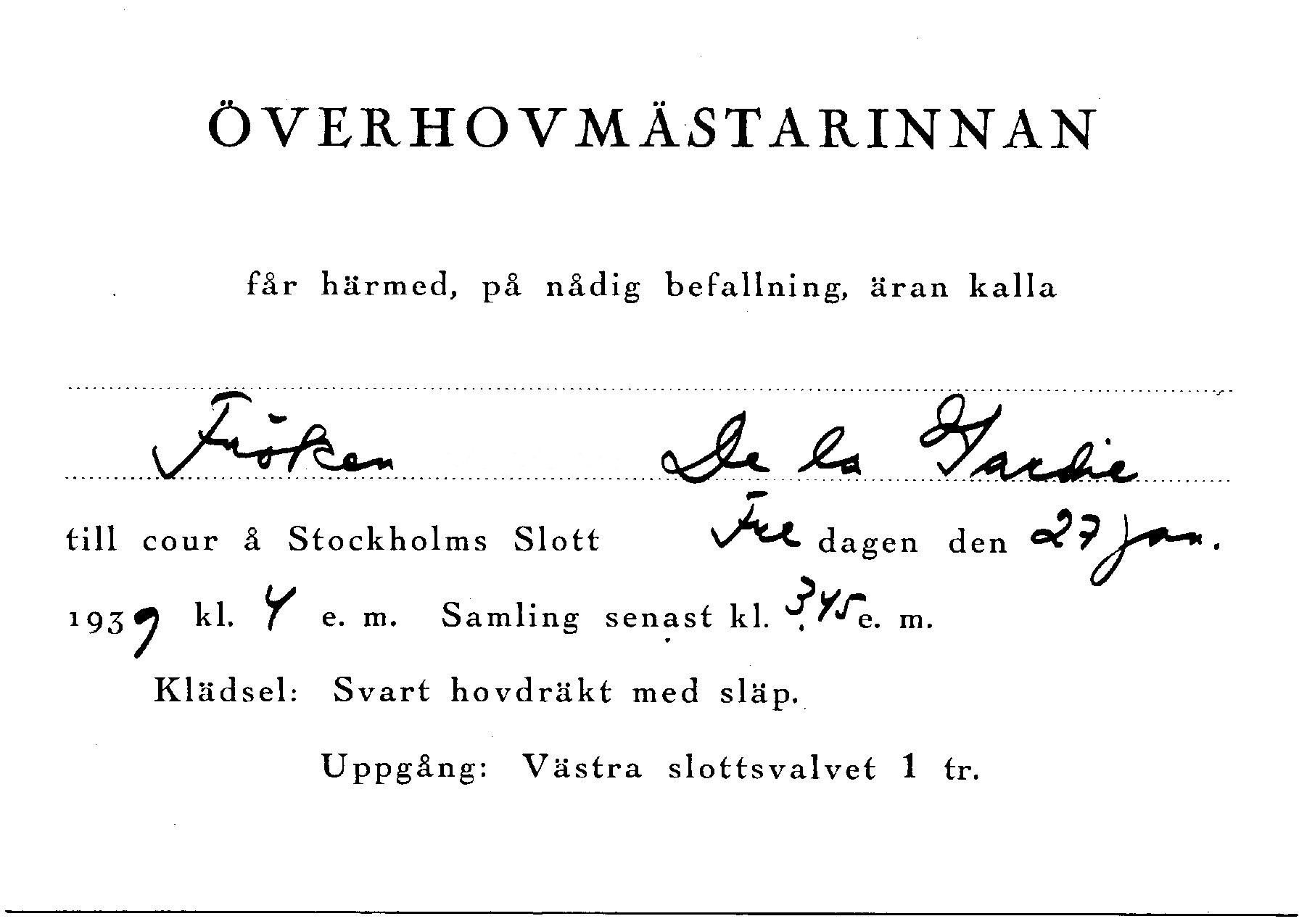
Introduktionsbrev 1939

## Cour vid det svenska hovet
En offentlig presentation vid hovet har i viss mån alltid funnits, och var något som utvecklades ur de audienser en monark gav för supplikanter. Den ceremoniella hovpresentationen, där utländska diplomater och inhemska medlemmar av adeln blev officiellt presenterade för kungahusets medlemmar, var under tidigmodern tid en viktig del av det ceremoniella representationslivet vid hoven i Europa. En person som hade blivit presenterad för kungahusets medlemmar, hade i fortsättningen rätt att delta i hovlivet, något som gav status och tillgång till viktiga kontakter. Under 1600-talet var detta en självklar del av hovlivet i Europa, efter mönster från särskilt det franska hovet.
Vid det svenska hovet fanns ännu under 1670-talet ingen fastställd hovpresentation i den form det fanns i till exempel Danmark, något som då upplevdes som en brist. Från år 1680 började därför Hedvig Eleonora att hålla cour regelbundet, och tre år senare inledde också Ulrika Eleonora den äldre denna sed. Det var dock först från år 1697 och framåt som monarken började hålla cour, och därefter blev denna en fast del av det svenska hovceremonielet. Dessa courer hölls två gånger i veckan. Under couren hölls presentationer följda av bal, konversation, kortspel och måltid i närvaro av medlemmarna av kungahuset. En så kallad stor cour hölls vid nyår, kungliga personers födelsedagar och andra högtider. Dessa följde samma mönster, men inkluderade också publik spisning och ännu större festligheter.
Vid det svenska hovet formaliserades couren av Gustav III. Under denna kung var couren en av två presentationsceremonier. Den andra var den nyintroducerade levéen. Medan couren hade rötter i äldre presentationsceremonier vid det svenska hovet, hade levéen införts av Gustav III efter franskt mönster. Levée skedde dagligen medan cour ägde rum en gång i veckan. En annan skillnad var att till kungens levée hade endast män tillträde, men vid cour fick även kvinnor närvara. Efter att ha presenterats vid en cour hade man rätt att närvara vid olika hovarrangemang. Vid Stockholms slott ägde couren rum i Karl XI:s galleri och följdes alltid av en publik spisning.
De som hade rätt att presenteras vid en cour var ämbetsmän vid de kungliga kollegierna från presidenter ner till assessorer samt medlemmar av adeln. De sociala skrankorna var stränga; då den omtalade Lolotte Forssberg, ursprungligen inte adlig men gift med en greve Stenbock, presenterades av Augusta Löwenhielm vid hovet på begäran av Sofia Albertina år 1799 betraktades det som en sensation och presentationen kunde utföras först efter svåra konflikter inom kungahuset.
Under 1800-talet blev courerna mer sällsynta. Cirka 1860 upphörde seden att ett äkta par infann sig vid hovet för att återintroduceras som äkta par till att endast kvinnan återpresenterades kollektivt. De sker slutligen endast en gång per år och har då övergått till att enbart vara en introduktion av damer, kallad damaudience.

### Dameaudience
En formell hovpresentation var ursprungligen inte enbart reserverad för kvinnor. Men den kom gradvis att bli mer viktig för kvinnor än för män därför att en man kunde presenteras för en manlig monark vid så många fler tillfällen än i en hovpresentation, medan kvinnor enbart möttes i sällskapslivet, där en formell cour var en naturlig förlängning av en presentation i ett formellt sällskapsliv. Därför hade couren cirka 1800 gradvis blivit en alltmer kvinnlig angelägenhet, med undantag för utländska diplomater. 
Fram till 1870-talet fick endast adliga kvinnor presenteras. År 1872 infördes en reform av Karl XV då "damer gifta med i hovtjänst ofrälse, skulle äga låta presentera sig, såväl deras mäns tjänst medförde minst majors grad", och därefter hade alltså kvinnor gifta med icke adliga höga militärer och hovfunktionärer rätt att bli introducerade. Reformen var ett led i tidens liberala reformer, när hovet var ett av få offentliga institutioner som länge motstått alla former av förändringar. Icke adliga män hade då redan tillträde, men det var endast i tjänsten, medan denna reform innebar att icke adliga personer alltså fick delta i hovets sällskapsliv och formellt blev kvalificerade att anställas som hovdamer och få bära hovdamernas uniform. "Denna oerhörd reform", som den kallades, möttes därför av enormt motstånd inom adelns kvinnliga medlemmar "Det ansågs demokratisera hovet och släppa in undermåligt folk över dess helgade tröskel", och hovdamerna protesterade och föreslog till exempel att en särskilt hovdräkt skulle införas för icke adliga presenterade kvinnor. Kungen följde upp med att bjuda in borgerliga personer till hovets tillställningar.
1778 introducerade Gustaf III den Nationella dräkten som även bars vid hovet. Ur den utvecklades under det tidiga 1800-talet hovdräkten som bars vid presentationen fram till 1952, samt vid Riksdagens högtidliga öppnande fram till 1974: dräkten var reserverad för hovdamer och kvinnor som presenterats vid hovet och kunde sedan brukas vid särskilda tillfällen med kunglig anknytning. Även diplomat- och ambassadörsfruarna gjorde hovcour. Dessa behövde efter 1920-talet inte bära hovdräkt. Presentation av ogifta döttrar markerade inledningen på säsongens societetsbaler vid vilka de deltog som debutanter. Efter giftermål omintroducerades kvinnan för att bekräfta sin nya ställning och återfå tillträde till hovet.
Hovcouren utfördes vid årets början, vid början av den så kallade sällskapssäsongen. Fram till första världskriget utgjorde den debuten i sällskapslivet för adliga flickor. Anmälan till en hovcour gjordes med visitkort hos överhovmästarinnan av en redan presenterad kvinna. Korten lades på flera fat, som stod i hovmästarinnans rum med namnet på hovdamerna och kvinnorna i kungafamiljen. Den som utförde presentationen skulle själv vara både presenterad och gift; hon kunde presentera 5-6 debutanter.
Överhovmästarinnan skickade sedan ett svarskort. Därefter anmälde sig den presenterande med sina debutanter och presenterade dessa för överhovmästarinnan med tillägget att de ville delta i hovcouren. Man gjorde sedan formellt besök hos hovdamerna enligt ranglista; i själva verket räckte det dock att lämna sitt visitkort till dessa.
Utförandet av ritualen förändrades flera gånger under tidens lopp, men sammanfattningsvis gick ceremonin ut på att "debutanten" skulle presenteras, av en redan förut presenterad kvinna, för kungafamiljens kvinnliga medlemmar och göra en nigning för dessa.
Under 1880-talet samlades debutanterna i Röda sammetsrummet i en halvcirkel efter rang, varefter drottningen passerade var och en, som neg för henne. Under 1920-talet passerade debutanterna en och en förbi en estrad i salen Vita havet, där de kvinnliga medlemmarna av kungafamiljen satt, och neg för dem, varefter de drack en kopp te i Drottning Sofias våning. På 1940-talet skedde couren i Victoriasalongen: ceremonimästaren anmälde debutanterna, som kom in och neg för de kungliga kvinnorna och sedan fortsatte till Bernadottegalleriet, där de drack te. På 1950-talet anmäldes de av överhovmästarinnan, neg, och fortsatte sedan till rummet bredvid där de drack te. 
Efter presentationen fick de presenterade ett beviskort på att de blivit presenterade. De hade också rätt till en inbjudan att närvara vid en bal på slottet. Klädseln skulle då vara vit.
Denna sedvänja upphörde på drottning Louises initiativ år 1962. Året därpå hölls i stället vad som kallades för en "demokratisk damlunch" för yrkeskvinnor och andra bemärkta kvinnor. Dessa damluncher hölls sedan även av prinsessan Sibylla efter Louises död 1965.